# Fatato
Fatato é uma ilha do atol de Funafuti, de Tuvalu.